# 최한림
최한림(崔翰林, 1971년 11월 15일 ~ )은 전 KBO 리그 쌍방울 레이더스와 삼성 라이온즈의 투수이다.
그는 KBO 리그 사상 첫 좌완 사이드암 투수로 불리고 있다. 전주고등학교를 졸업하였으나 지명을 받지 못하고 1990년 쌍방울 레이더스에 신고선수로 입단하였다. 가장 많은 156이닝을 소화한 동시에 방위복무를 마친 1993년(전년도 2선발승)을 제외하고는 팀이 약체인 탓인지 선발로서 뛰어난 모습을 보여 주지 못했다. (1993년 - 5승(모두 선발) 12패 평균자책 3.92)
1995년 시즌 도중 삼성 라이온즈로 트레이드되었다. 그때의 트레이드 상대는 유명선과 김현욱이었다. (훗날, 김현욱은 중간계투진으로 엄청난 활약을 보인다. 그리고 이 트레이드는 최악의 트레이드 중 하나로 평가받는다.)
그러나 삼성 라이온즈로 트레이드된 이후에도 별다른 활약을 보이지 못하고(그나마 1996년에는 선발로만 2승) 갑작스런 어깨 고장 탓인지 1997년을 끝으로 현역에서 은퇴했는데 1995년 당시 쌍방울은 최한림이 5월 10일 윤혁과 함께 삼성으로 트레이드된 것(유명선 김현욱과의 맞트레이드) 외에도 에이스 박성기의 부진, 주전 마무리 조규제의 부상 등으로 믿을만한 왼손투수 부재에 시달려 최하위(92,94년에 이어 3번째)로 시즌을 마감해야 했다.
통산 기록은 13승(9선발승) 33패 2세이브 평균자책 4.77이다.
지명번호는 90313이다.
은퇴 후 고향으로 돌아가 현재는 전라중학교에서 지도자 생활을 하다가, 2018년 중에 인상고등학교 감독이 되었는데  쌍방울 시절 호흡을 맞춘 서창기 전 효천고 감독(현재 홍익대 코치)의 부름을 받아 2000년부터 효천고 코치를 맡기도 했다.

## 출신 학교
- 전주진북초등학교
- 전라중학교
- 전주고등학교